# Leptocyclopodia ferrisiana
Leptocyclopodia ferrisiana är en tvåvingeart som beskrevs av Maa 1966. Leptocyclopodia ferrisiana ingår i släktet Leptocyclopodia och familjen lusflugor. Inga underarter finns listade i Catalogue of Life.